# John Everson
Pour les articles homonymes, voir Everson.
Œuvres principales
- Le Pacte des suicidés

John Everson, né le 14 mars 1966 à Evergreen Park dans l'Illinois, est un écrivain américain d'horreur et de fantastique.

## Œuvres

### Romans
- Le Pacte des suicidés, Rivière Blanche, 2016 ((en) Covenant, Delirium Books, 2004)Prix Bram Stoker du meilleur premier roman 2004
- (en) Sacrifice, Delirium Books, 2007
- (en) The 13th, Delirium Books, 2009
- (en) Siren, Bad Moon Books, 2010
- (en) The Pumpkin Man, Delirium Books, 2011
- (en) NightWhere, Samhain Publishing, 2012
- (en) Violet Eyes, Samhain Publishing, 2013
- (en) The Family Tree, Samhain Publishing, 2014
- (en) Redemption, 2017
- (en) The House by the Cemetery, 2018
- (en) The Devil's Equinox, 2019
- (en) Voodoo Heart, 2020
- (en) The Night Mother, 2023

### Recueils de nouvelles
- (en) Cage of Bones & Other Deadly Obsessions, Delirium Books, 2000
- (en) Vigilantes of Love, Twilight Tales Books, 2003
- (en) Needles & Sins, Necro Publications, 2007
- (en) Sacrificing Virgins, Samhain Publishing, 2015

### Nouvelles traduites en français
- Tronche de Citrouille, 2007 ((en) Pumpkin Head, 1999)
- L'Appel de la lune, éditions Malpertuis, 2009 ((en) Calling of the Moon, 2000)
- Accordé, André Lejeune / éditions Macabres, 2009 ((en) The Right Instrument, 2003)
- Les Justiciers de l'amour, 2012 ((en) Vigilantes of Love, 2003)
- Seuls les plus forts survivront, 2013 ((en) The Strong Will Survive, 2005)